# 李文彬 (1874年)
李文彬（1874年—1929年），本姓欧阳，浙江海宁人，祖籍浙江平湖，苏州评弹演员。

## 生平
李文彬本为锡箔店伙计，后来听了一名女演员弹词后改行学艺，与这名女演员结婚，并一同拼档唱词，在江浙乡间巡回演出。光绪二十五年（1899年）春夫妻至上海天外天茶楼首演，演出大获成功。后来夫妻离异，李文彬单档放词。光绪三十四年（1908年）前后，李文彬购得由杨乃武案改编的唱本《奇冤录》，自行改编成为评弹演出。清末与郭少梅等在上海创办润余社，在同行帮助下改编润色《杨乃武》剧本，《杨乃武》因而流行一时，亦成为后世评弹主要曲目之一。《清裨类抄》称赞说书技艺精湛，与原案情节不脱不离，但需要一定文化水平才能听得懂。传人有子李伯康、李仲康。:180